# Crossostephium artemisioides
Crossostephium artemisioides là một loài thực vật có hoa trong họ Cúc. Loài này được mô tả khoa học đầu tiên năm 1831.